# 弦 (幾何)
弦是一個几何术语，也是一個圖論概念。

## 幾何術語

### 曲線
在几何学中，若一线段的两个端点都在曲線上，则该线段称作该曲線的弦。圓的任何弦的垂直平分線都會通過圓心。

### 三角形
弦可以指直角三角形上的斜边。

## 圖論概念
弦在圖論裡代表連接一個環上不相鄰的兩個點的一條邊。

## 三角函數
最早的三角函數表是以圓型的弦之長度來建表的。例如喜帕恰斯列出了每7+1/2度的弦函數表。在公元二世紀，亞歷山大的托勒密在他的天文學書《天文學大成》建了更詳盡的弦長表——托勒密全弦表，表中以直徑120的圓為基礎，列出了從1/2度到180度每1/2度的弦長表，被視為是最早的三角函數表。計算弦長的函數可以表示為{\displaystyle \operatorname {crd} \theta }，其代表了特定角度的角在單位圓上的弦長，與其他三角函數的關聯為：
{\displaystyle \operatorname {crd} \ \theta ={\sqrt {(1-\cos \theta )^{2}+\sin ^{2}\theta }}={\sqrt {2-2\cos \theta }}=2\sin \left({\frac {\theta }{2}}\right).}